# 아지즈 아칸누치
아지즈 아칸누치(아랍어: عزيز أخنوش, 베르베르어: ⵄⴰⵣⵉⵣ ⴰⵅⵏⵏⵓⵛ, 프랑스어: Aziz Akhannouch, 1961년 12월 31일~)는 2021년 10월 7일 정부가 출범한 이래 현재 모로코의 총리를 맡고 있는 모로코의 정치인, 사업가, 억만장자이다. 2007년부터 2021년까지 농업부 장관을 역임하기도 했으며, 아크와 그룹의 대표이사를 맡고 있다.
아칸누치의 정치 경력은 일반적으로 부패와 언론과의 부정적인 관계에 대한 비난을 포함하여 몇 가지 논란으로 특징지어진다. 그의 정부는 반대 의견에 대한 지속적인 억제뿐만 아니라 인플레이션으로 추가적으로 특징지어진다. 이전 정당인 정의개발당(PJD)의 지지가 125석에서 단지 12석으로 붕괴되었기 때문에, 아칸누치가 선거 사기와 투표 매수에 의해 선출되었을 수 있다고 제안되었다.

## 어린 시절 및 교육
아칸누치는 1961년에 타프라아우트에서 태어났고 카사블랑카에서 자랐다. 그의 어머니와 여동생은 그의 가족 중 10명을 죽인 1960년 아가디르 지진의 생존자들이었다. 그들은 구조되기 전에 몇 시간 동안 돌무더기 밑에 묻혀 있었다고 보도되었다.
1986년에는 셰르브루크 대학교에서 경영학 학위를 취득했다.

## 사업
그는 특히 석유 및 가스 부문에서 활동하는 모로코 재벌인 아크와 그룹의 CEO이다. 2013년 11월 《포브스》는 그의 순자산을 14억 달러로 추정했다. 아칸누치는 아버지로부터 아크와를 물려받았다. 2020년, 그는 20억 달러로 추정되는 순자산으로 《포브스》의 아프리카에서 가장 부유한 억만장자 연례 리스트에서 12위에 올랐다.

## 정치 경력
2003년부터 2007년까지 수스마사드라 지방 의회의 의장을 지냈으며, 2012년 1월 2일 독립국민연합(RNI)을 탈당했다.
2013년 8월 23일에는 무함마드 6세 국왕에 의해 재무장관으로 임명되었다.
2016년 7월 27일, 아칸누치는 조나단 퍼싱 미국 기후변화 특사를 만났다. 그들은 2016 유엔 당사국 총회 준비에 대해 말했다.
2016년 10월 29일, 아칸누치는 당 총재로 선출된 후 RNI에 다시 합류하여 2016년 총선 이후 사임한 살라헤딘 메주아르의 자리를 이어받았다.
2020년 3월, 아크와 그룹의 자회사인 아프리키아를 통해, 아칸누치는 무함메드 6세가 설립한 코로나19 범유행 관리 기금에 약 10억 디르함(1억 350만 달러)을 기부했다.

### 총리직
2021년 총선에서 여당인 정의개발당은 이전 의석 중 113석을 잃은 반면, 여당인 정의개발당은 435석 중 222석을 차지하며 1위를 차지했다. 2021년 9월 10일, 그는 사데딘 오트마니의 뒤를 이어 무함메드 6세에 의해 총리로 임명되어 국왕으로부터 새 정부를 구성하는 임무를 받았다.
아칸누치는 2021년 9월 22일 정통현대당(PAM) 및 이스티클랄당과 함께 공식 연립 정부 구성을 발표하여, 모로코의 총리로서의 지위를 공식화했다. 2021년 10월 7일, 아칸누치는 새로운 총리로 취임했다.
지난 10월 말, 아칸누치는 사우디아라비아에서 열린 그린 이니셔티브 행사에 참석하던 중 서사하라를 제외한 MENA 지역의 핀을 착용해 모로코 시민들로부터 비난을 받았다.
2023년 2월 1일, 아칸누치는 라바트에서 열린 모로코-스페인 고위급 회담의 12번째 판에 페드로 산체스 스페인 총리와 함께 참석하였고, 이 회의에서 양국은 다양한 분야에 대한 총 19개의 양자 협정에 서명하였다.
2023년 7월 상트페테르부르크에서 열린 2023년 러시아-아프리카 정상회담에 참석하여 블라디미르 푸틴 러시아 대통령을 만났다.